# Jeļena Prokopčuka
Jeļena Prokopčuka  (geborene Čelnova; * 21. September 1976 in Riga, Lettische SSR, Sowjetunion) ist eine ehemalige lettische Langstreckenläuferin, die sich auf die Marathondistanz spezialisiert hatte. Sie nahm vier Mal an Olympischen Sommerspielen teil (1996, 2000, 2004, 2016).

## Werdegang
Bei den Halbmarathon-Weltmeisterschaften wurde 2001 sie in Bristol Fünfte und im Folgejahr in Brüssel Dritte. 2003 lief sie als Siebte beim London-Marathon erstmals unter 2:25 Stunden. 2004 wurde sie Vierte beim Boston-Marathon und Fünfte beim New-York-City-Marathon. 2005 gewann sie den Osaka Women’s Marathon mit ihrer persönlichen Bestzeit von 2:22:56 h. Im selben Jahr gelang es ihr in New York City, in einem packenden Finish kurz vor dem Ziel die führende Susan Chepkemei zu überholen.
2006 wurde sie Zweite beim Boston-Marathon, wurde Sechste im 10.000-Meter-Lauf der Leichtathletik-Europameisterschaften in Göteborg und wiederholte ihren Sieg in New York City. 2007 wurde sie Zweite in Boston und Dritte in New York City, 2008 Vierte in Boston. Bei den Olympischen Sommerspielen 2016 belegte sie den zwölften Rang.
2020 gab sie in einem Interview bekannt, dass sie ihre Profikarriere beendet hat.
Prokopčuka ist 1,68 m groß und hatte ein Wettkampfgewicht von 51 kg. Sie ist verheiratet mit Aleksandrs Prokopčuks, der 1995 bei seinem Sieg im Baden-Marathon mit 2:15:56 h den aktuellen lettischen Landesrekord aufgestellt hat. In den Jahren 2005 bis 2007 wurde sie dreimal in Folge zur lettischen Sportlerin des Jahres gewählt.

## Sportliche Erfolge
| Datum/Jahr    | Rang | Wettbewerb                              | Austragungsort | Distanz  | Zeit     | Bemerkung                                      |
| ------------- | ---- | --------------------------------------- | -------------- | -------- | -------- | ---------------------------------------------- |
| 14. Aug. 2016 | 12   | Olympische Sommerspiele 2016            | Rio de Janeiro | Marathon | 2:29:32  |                                                |
| 2. Nov. 2014  | 4    | New-York-City-Marathon 2014             | New York City  | Marathon | 2:26:15  |                                                |
| 4. Nov. 2007  | 3    | New-York-City-Marathon 2007             | New York City  | Marathon | 2:26:13  |                                                |
| 16. Apr. 2007 | 2    | Boston-Marathon                         | Boston         | Marathon |          | als Zweite hinter der Russin Lidija Grigorjewa |
| 5. Nov. 2006  | 1    | New-York-City-Marathon 2006             | New York City  | Marathon | 2:25:05  |                                                |
| 6. Nov. 2005  | 1    | New-York-City-Marathon 2005             | New York City  | Marathon | 2:24:41  |                                                |
| 6. Aug. 2005  | 12   | Leichtathletik-Weltmeisterschaften 2005 | Helsinki       | 10.000 m | 31:04,55 |                                                |
| 30. Jan. 2005 | 1    | Osaka Women’s Marathon                  | Osaka          | Marathon | 2:22:56  |                                                |
| 7. Nov. 2004  | 5    | New-York-City-Marathon 2004             | New York City  | Marathon | 2:25:05  |                                                |
| 2003          | 7    | London-Marathon                         | London         | Marathon |          | unter 2:25 Stunden                             |
| 23. Aug. 2003 | 10   | Leichtathletik-Weltmeisterschaften 2003 | Paris          | 10.000 m | 31:06,14 |                                                |
| 30. Sep. 2000 | 19   | Olympische Sommerspiele 2000            | Sydney         | 10.000 m | 32:17,72 |                                                |
| 25. Sep. 2000 | 9    | Olympische Sommerspiele 2000            | Sydney         | 5000 m   | 14:55,46 |                                                |

0(DNF – Did Not Finish)

## Bestleistungen
- 3000 m: 8:42,86 min in Stockholm (2006)
- 5000 m: 14:47,71 min in Stockholm (2000)
- 10.000 m: 30:38,78 min in Göteborg (2006)
- Halbmarathon: 1:08:43 h in Bristol (2001)
- Marathon: 2:22:56 h in Osaka (2005)

Alle Zeiten sind lettische Landesrekorde.